# قسم نغار الريفي (مقاطعة بردسير)
قسم نغار الريفي (بالإنجليزية: Negar Rural District)‏ هي منطقة سكنية تقع في إيران في كرمان. يقدر عدد سكانها بـ 2,807 نسمة .